# Birgitta Rydberg (skådespelare)
Birgitta Rydberg, tidigare Johansson, född 30 augusti 1980 i Västra Skrävlinge, Skåne, är en svensk skådespelare och dansare.

## Biografi
Rydberg dansade redan som 10-åring i Pappa Långben på Helsingborgs stadsteater och började i baletten på Fredriksdalsteatern i Helsingborg i Funny Girl 1997. Hon har därefter funnits med i samtliga uppsättningar på Fredriksdal bl.a. Arnbergs korsettfabrik,
Kärlek och lavemang,  Hemvärnets glada dagar, Herrskap och tjänstehjon och Den stora premiären. Hon har jobbat som showartist utomlands bl.a. på Kanarieöarna och i Turkiet. På Lykia World i Turkiet medverkade hon i Little Shop of Horrors (musikal). Rydberg har framträtt i flera musikaler på Nöjesteatern i Malmö och i farsen Skaffa mig en tenor på Kristianstads Teater. Hon har även medverkat i långfilmen Om Sara. Hon spelar barnteater som Busiga Biggan på somrarna, där hennes bror Kalle skriver manuset. Birgitta Rydberg har också varit med i showgruppen Estrad som turnerat såväl i Skåne som i övriga Sverige. Rydberg gjorde under sommaren 2008 rollen som Malla i "Fyra bröllop och ett bad" som spelades ute på Fjäderholmarna. Därför fick hon det året "ledigt" från Fredriksdal, men var tillbaka sommaren 2009 igen. Våren 2008 spelade hon i farsen Boeing Boeing på Nöjesteatern i Malmö bland annat tillsammans med mamma Eva Rydberg. Hösten 2009 och våren 2010 spelade hon rollen som Penny i musikalen Hairspray på Chinateatern i Stockholm. 

### Familj
Birgitta Rydberg är dotter till artisten Eva Rydberg och musikern Tony Johansson, samt halvsyster till Kalle Rydberg. Hon bor i Viken och är gift med Robert Rydberg.

## Teater

### Roller
| År   | Roll                               | Produktion                                                                                               | Regi              | Teater                   |
| ---- | ---------------------------------- | --- | ----------------- | ------------------------ |
| 1990 |                                    | Pappa Långben (Daddy-Long-Legs)                                                                          |                   | Helsingborgs stadsteater |
| 1997 |                                    | Funny Girl Isobel Lennart, Jule Styne och Bob Merrill                                                    | Hans Bergström    | Fredriksdalsteatern      |
| 1998 | Prinsessan Barbro                  | Sicken ärta (Once Upon a Mattress) Jay Thompson, Dean Fuller och Marshall Barer                          | Hans Bergström    | Fredriksdalsteatern      |
| 1999 | Hembiträdet Karin                  | Fars lilla tös (Hurra, ein Junge) Franz Arnold och Ernst Bach                                            | Jan Hertz         | Fredriksdalsteatern      |
| 2000 | Syflicka                           | Arnbergs korsettfabrik (Der Keusche Lebemann) Franz Arnold och Ernst Bach                                | Hans Bergström    | Fredriksdalsteatern      |
| 2001 | Sofia                              | Kärlek och lavemang (Le Malade imaginaire) Molière                                                       | Hans Bergström    | Fredriksdalsteatern      |
| 2002 | Lotta                              | Hon jazzade en sommar (Der wahre Jacob) Franz Arnold och Ernst Bach                                      | Hans Bergström    | Fredriksdalsteatern      |
| 2003 | Eva Rydberg                        | Kaos i Folkparken Adde Malmberg, Johan Schildt och Robert Sjöblom                                        | Jan Hertz         | Fredriksdalsteatern      |
| 2004 | Hilma Wass                         | Mölle by the sea Gustav Skördeman                                                                        | Jan Hertz         | Fredriksdalsteatern      |
| 2004 | Eva Rydberg                        | Schlageryra i folkparken Adde Malmberg, Johan Schildt och Robert Sjöholm                                 | Adde Malmberg     | Intiman                  |
| 2005 | Lily St. Regis                     | Annie Charles Strouse, Thomas Meehan och Martin Charnin                                                  | Jan Hertz         | Nöjesteatern             |
| 2005 | Maj                                | Hemvärnets glada dagar Gustaf Skördeman                                                                  | Adde Malmberg     | Fredriksdalsteatern      |
| 2006 | Frenchy                            | Grease Jim Jacobs och Warren Casey                                                                       | Eva Rydberg       | Nöjesteatern             |
| 2006 | Federigo/Beatrice                  | Herrskap & Tjänstehjon (Il Servitore di due padroni) Carlo Goldoni                                       | Jan Hertz         | Fredriksdalsteatern      |
| 2007 | Molly                              | Den stora premiären Åke Cato och Mikael Neumann                                                          | Adde Malmberg     | Fredriksdalsteatern      |
| 2008 |                                    | London – the musical Andrew Pattie, Chris Larner, David Hynes och Steve Martin                           | Nigel Harvey      | Filadelfiakyrkan         |
| 2008 | Malla                              | Fyra bröllop och ett bad (Der kühne Schwimmer) Franz Arnold och Ernst Bach                               | Hans Berndtsson   | Fjäderholmsteatern       |
| 2008 | Medverkande                        | UgglaRheborgUlveson, revy Hans Marklund                                                                  | Hans Marklund     | Cirkus, Stockholm        |
| 2009 | Gloria                             | Boeing Boeing Marc Camoletti                                                                             | Jan Hertz         | Nöjesteatern, Malmö      |
| 2009 | Lady Jacqueline                    | Lorden från gränden (Me and My Girl)                                                                     | Jan Hertz         | Fredriksdalsteatern      |
| 2009 | Penny                              | Hairspray Mark O'Donnell, Thomas Meehan, Scott Wittman och Marc Shaiman                                  | Anders Albien     | Chinateatern             |
| 2010 | Husan Brita                        | Gröna hissen (Fair and Warmer) Avery Hopwood                                                             | Anders Albien     | Fredriksdalsteatern      |
| 2011 | Daisy                              | Viva la Greta Åke Cato och Mikael Neumann                                                                | Anders Albien     | Fredriksdalsteatern      |
| 2012 | Elaine Harper                      | Arsenik och gamla spetsar (Arsenic and Old Lace) Joseph Kesselring                                       | Ronny Danielsson  | Fredriksdalsteatern      |
| 2013 | Helga Geerhart                     | 'Allå, 'allå, 'emliga armén ('Allo 'Allo!) David Croft och Jeremy Lloyd                                  | Anders Albien     | Fredriksdalsteatern      |
| 2013 | Häxan Wästan                       | Trollkarlen från Oz (The Wonderful Wizard of Oz) Robert Dröse och Martin Land                            | Robert Dröse      | Maximteatern             |
| 2014 | Polly                              | Pang i bygget (Fawlty Towers) John Cleese och Connie Booth                                               | Anders Albien     | Fredriksdalsteatern      |
| 2016 | Sugar Kane                         | Sugar - I hetaste laget (Sugar) Jule Styne, Bob Merrill och Peter Stone                                  | Anders Aldgård    | Fredriksdalsteatern      |
| 2017 | Jennifer Bristow                   | Hotelliggaren (Two Into One) Ray Cooney                                                                  | Sven Melander     | Fredriksdalsteatern      |
| 2018 |                                    | Figaros bröllop (La Folle Journée, ou Le Mariage de Figaro) Pierre de Beaumarchais                       | Moqi Simon Trolin | Helsingborgs stadsteater |
| 2018 | Amanda Propp                       | Fars lilla tös (Hurra, ein Junge) Franz Arnold och Ernst Bach                                            | Anders Aldgård    | Fredriksdalsteatern      |
| 2018 | Birgit, kock                       | DubbelTrubbel (Pyjama Pour Six) Marc Camoletti                                                           | Pär Nymark        | Lisebergsteatern/ Turné  |
| 2019 |                                    | Knutpunkten Jörgen Dahlqvist                                                                             | Linda Ritzén      | Helsingborgs stadsteater |
| 2019 | Syster Maria Patrick               | En värsting till syster (Sister Act) Alan Menken, Glenn Slater, Cheri Steinkellner och Bill Steinkellner | Anders Albien     | Chinateatern             |
| 2020 |                                    | Evigt ung Erik Gedeon                                                                                    | Adde Malmberg     | Helsingborgs stadsteater |
| 2021 |                                    | Trädgårdsgatan Jörgen Dahlqvist                                                                          | Linda Ritzén      | Helsingborgs stadsteater |
| 2022 |                                    | Peter Pan J.M. Barrie                                                                                    | Kajsa Giertz      | Helsingborgs stadsteater |
| 2024 | Josefine Sjövall, motvillig aktris | Ett resande teatersällskap Andreas T. Olsson                                                             | Andreas T. Olsson | Sundspärlan              |